# Ralf Vandenhouten

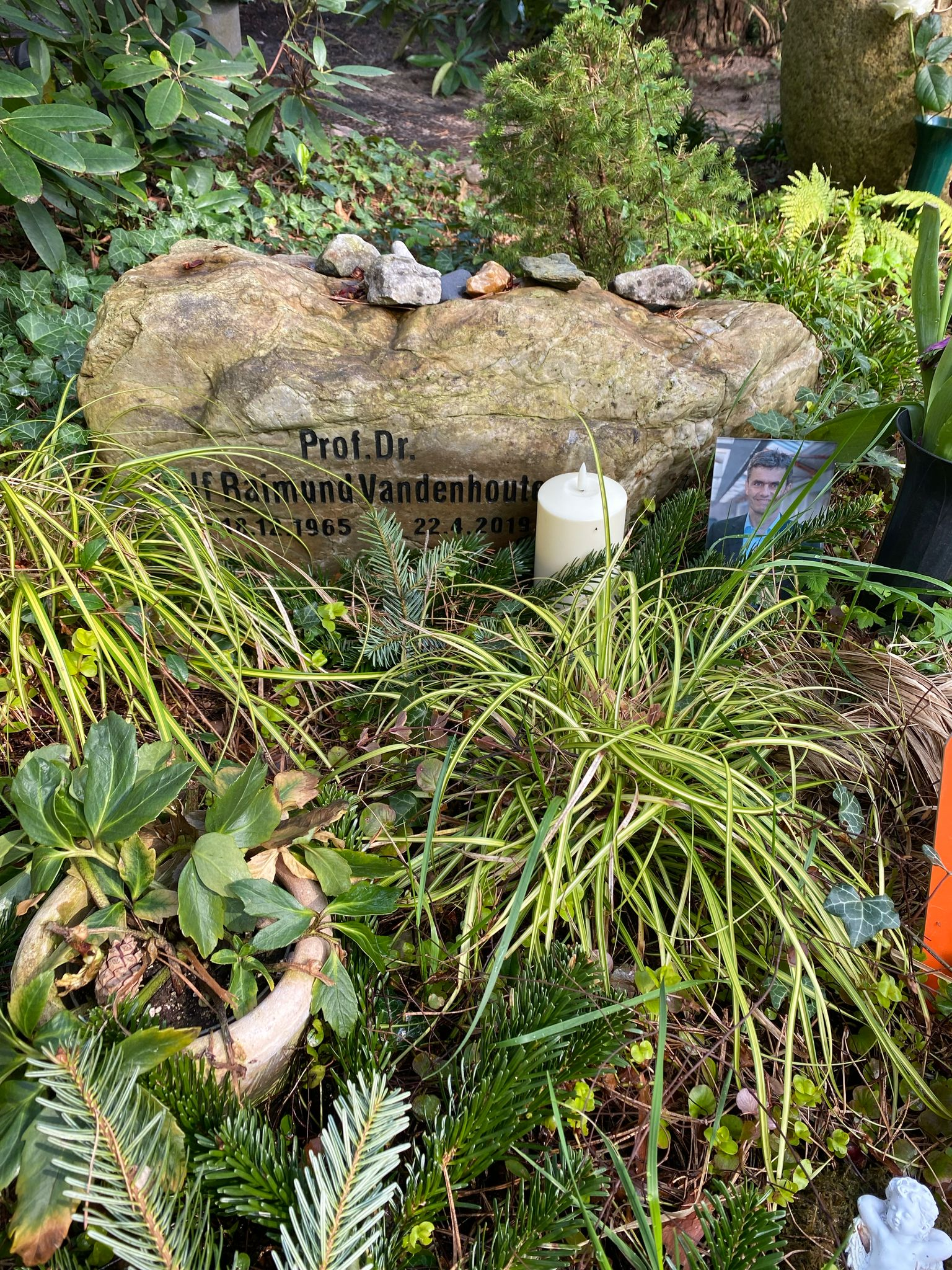
Grabstätte auf dem Waldfriedhof Kleinmachnow

Ralf Raymond Vandenhouten (* 18. Dezember 1965; † 22. April 2019) war ein deutscher Informatiker und Hochschullehrer.

## Leben
Ralf Vandenhouten machte 1985 Abitur am Gymnasium Korschenbroich und wurde 1998 an der RWTH Aachen mit einer Dissertation zur Analyse instationärer Zeitreihen komplexer Systeme und Anwendungen in der Physiologie promoviert. Im Jahr 2000 wurde er Professor für Telematik an der Technischen Fachhochschule Wildau (TH Wildau). Von 2011 bis 2018 war er Vizepräsident der TH Wildau.
Seine letzte Ruhestätte befindet sich auf dem Waldfriedhof in Kleinmachnow.